# Pridi Banomyong
Pridi Banomyong (en thaï : ปรีดี พนมยงค์ ; RTGS : Pridi Phanomyong, prononcé : /prīː.dīː pʰá.nōm.jōŋ/), né le 11 mai 1900 dans la province d'Ayutthaya en Thaïlande et mort le 2 mai 1983 à Antony en France, est un homme d'État thaïlandais.
En 1940, Pridi Banomyong, alors ministre des finances, écrit et réalise le film The King of the White Elephant, (le plus ancien long métrage thaïlandais encore existant,) pour condamner les invasions militaires passées, actuelles et à venir.
Il est le 8e Premier ministre de Thaïlande en 1946. Son rôle marquant dans la construction de la démocratie thaïlandaise et ses succès lui valent d'être célébré par l'UNESCO en 2000 lors de son anniversaire centenaire.

## Biographie

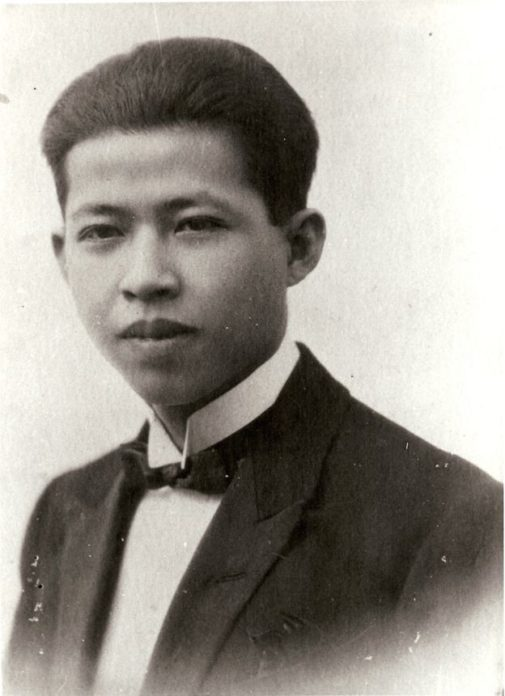
Pridi Banomyong en 1915

Pridi Banomyong est le second de six enfants, fils d'un marchand d'Ayutthaya, originaire de la région chinoise de teochiu, très bien intégré dans la société siamoise.
En 1910, âgé de 10 ans, il va vivre à Bangkok : la capitale est alors en plein deuil de Sa Majesté le Roi Chulalongkorn (Rama V) et la Chine connaît une révolution républicaine menée parSun Yat-sen Tsen.
Il effectue sa scolarité puis commence des études de droit et obtient un diplôme qui lui permet d'être avocat : il est, en 1919 à l'âge de 19 ans, le plus jeune avocat du barreau de Bangkok. Au ministère de la justice, il trouve l'aide et les conseils d'un certain Laydeker, un juriste français.

### 1920-1927: les études en France

Pridi à l'Université de Caen

Pridi obtient une bourse du gouvernement thaïlandais pour étudier en France.
En septembre 1920, il s'installe à Caen, obtient son baccalauréat et une licence de droit à l'Université de Caen en 1924.
Puis il vit à Paris, continue d'étudier et soutient une thèse de doctorat en droit en 1927 à l'Université de Paris, doctorat qu'il obtient avec la mention Très bien.
À la même époque, il est très réceptif aux idées démocratiques et socialistes qui animent la société française.
Il fonde et préside l'Association des étudiants siamois en France.
Lors d'une réunion en février 1927 à Paris, il fonde avec six autres étudiants siamois (dont Plaek Phibunsongkhram แปลกพิบูลสงคราม, un jeune officier ayant suivi les cours de l'École d'artillerie de Fontainebleau) le Khana Ratsadon(คณะราษฎร) ou Parti du peuple dont l'objectif principal est de transformer la monarchie absolue en monarchie constitutionnelle. Ce petit groupe de complotistes pensent qu'une révolution de masse n'est pas possible en Thaïlande mais qu'un coup d'État peut réussir à imposer leurs idées. Ils se nomment eux-mêmes les "Promoteurs" (ผู้ก่อการ).

### 1927: le retour au Siam
En 1927, Pridi Banomyong retourne dans le royaume du Siam et travaille pour le ministère de la Justice. Il reçoit le titre nobilaire honorifique de Luang Pradit Manutham (thaï : หลวงประดิษฐ์มนูธรรม) et une chaire à l'Université Chulalongkorn. Ensuite il obtient un poste au département chargé de la rédaction des lois.

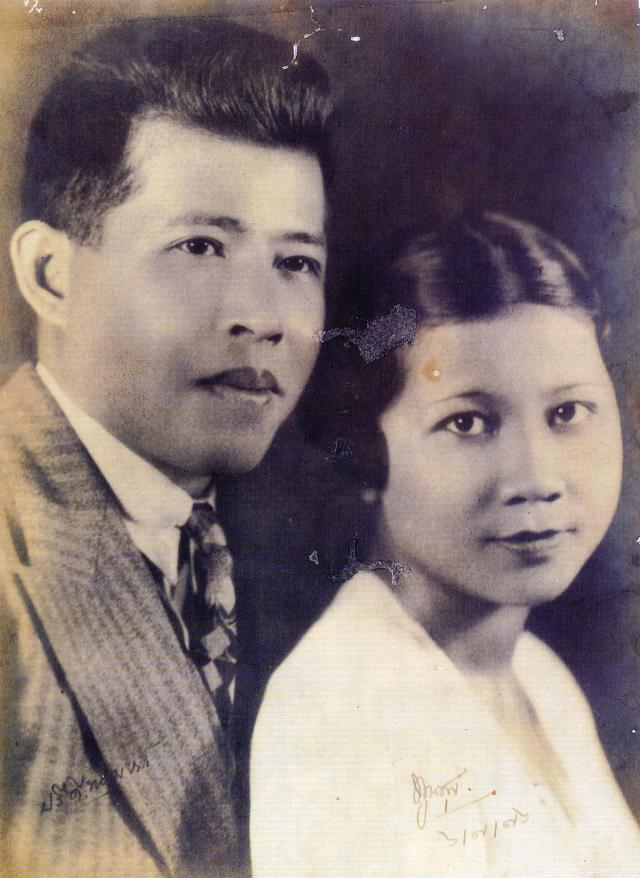
Pridi et sa femme Poonsuk, le 6 juillet 1933 à Paris

En 1928, il épouse la jeune Poonsuk Na Pombejra (พูนศุข ณ ป้อมเพชร) avec qui il aura cinq enfants.
Pendant cinq ans, lui et ses camarades du Khana ratsadon (Parti du peuple) propagent les idées de Démocratie et Monarchie constitutionnelle et ils recrutent des partisans. Ils parviennent à gagner à leur cause des étudiants, de jeunes fonctionnaires civils mais aussi des officiers militaires de poids, non issus de l'aristocratie, comme les colonels Phraya Pahon Phonphayuhasena et Phraya Songsuradet.

### La drôle de «révolution» ou coup d'État de 1932
Le 24 juin 1932, à l'immense surprise du pouvoir royal et de la population, la « révolution » est menée par un petit groupe de militaires (49 soldats) et de civils (65 hommes)dirigé par le colonel Phraya Songsuradet qui neutralise, sans la moindre effusion de sang, la garde du palais et arrête les principaux princes du gouvernement alors que le roi Prajadhipok (Rama VII) se repose dans son palais d'été à Hua Hin.
De retour à Bangkok, le roi Prajadhipok, sage et beau joueur, accepte de coopérer avec les meneurs du Parti du peuple en indiquant qu'il avait lui-même déjà envisagé et prévu la mise en place d'une Constitution pour le royaume.
C'est donc la fin de 800 ans de monarchie absolue dont 150 sous la dynastie Chakri et le début de la monarchie constitutionnelle.
Pridi et Phibun entrent tous deux au Parlement dès 1933, à l'issue des premières élections au suffrage universel (qui déjà, notons-le, inclut les femmes).

Le nouveau régime est rapidement pris en main par les « promoteurs » militaires, autoritaires et conservateurs du Parti du peuple menés par Phibun. Les « promoteurs » civils, démocratiques, socialistes, communistes et révolutionnaires sont rapidement mis à l'écart des postes clefs. Ainsi, Pridi, après avoir sans succès préparé un vaste programme socialiste de nationalisation, est peu à peu mis à l'écart : il doit par exemple, accusé d'être communiste, brièvement s'exiler en France le 12 avril 1933 mais toujours très populaire il peut revenir à Bangkok dès le mois de septembre ; puis il fonde en 1934 l'université Thammasat (inaugurée en 1937) sur le modèle de l'Académie des sciences morales et politiques française et est nommé ministre de l'intérieur : il démocratise la société thaïlandaise en imposant l'élection d'une assemblée consultative dans chaque province et surtout l'élection d'une assemblée municipale dans les villes et villages disposant d'une certes limitée mais réelle autonomie ; il propose aussi la création d'un système de sécurité sociale... 

Pridi (à droite) en voyage en Europe en 1935

En 1935, Prajadhipok (Rama VII) est contraint d'abdiquer et son neveu Ananda Muhidol (Rama VIII), âgé de 10 ans et vivant en Suisse, lui succède sur le trône.
De 1935 à 1937, Pridi est en voyage pour le Ministère des affaires étrangères et il passe beaucoup de temps à l'étranger loin de la Thaïlande. Son ancien camarade Phibun, peu à peu s'impose comme Premier ministre en décembre 1938 puis comme dictateur de la Thaïlande, admirateur du fascisme de Mussolini.
Les civils, partisans de Pridi, deviennent définitivement ennemis du dictateur Phibun lorsque celui-ci soutient ouvertement les impérialistes japonais et leur invasion de l'Asie.

### 1942-1944: la résistance intérieure du Mouvement de la Thaïlande Libre
Le 8 décembre 1941, l'armée impériale du Japon envahit une partie de l'Asie du Sud-Est (Indochine, Malaisie).
En janvier 1942, le dictateur Plaek Phibunsongkhram, devenu maréchal, décide de collaborer avec les envahisseurs japonais et déclare la guerre au Royaume Uni et aux États-Unis d'Amérique. Pridi Phonmayong refuse de signer ces déclarations de guerre. Il est "mis au placard" et ne reste qu'au Conseil de régence du jeune enfant désigné comme futur monarque, Ananda Mahidol, qui étudie en Suisse.

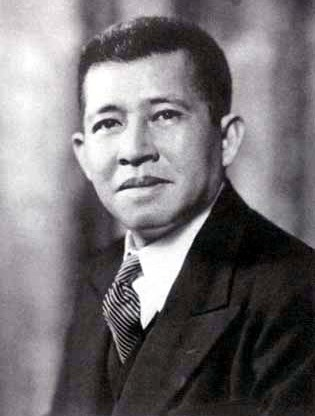
Portrait de Pridi Phonmayong (Banomyong) à la fin de la guerre vers 1945

De gauche à droite, au premier plan, les principaux dirigeants du Seri Thai, réseau de résistance anti-japonais : Adun Adundetcharat (bordure gauche), Seni Pramoj et Pridi Phanomyong (en blanc)

Pridi organise alors dans l'ombre un réseau de résistance anti-japonais avec l'aide précieuse d'Adun Adundetcharat, le chef de la police : le Mouvement de la Thaïlande Libre, un mouvement créé et dirigé par Seni Pramot, ambassadeur thaïlandais aux États-Unis (Forces Thaïlandaises Libres / Free Thai Movement / เสรีไทย /Seri Thai,,).
Il est soutenu dans son combat par les communistes chinois et en 1944 par les alliés américains et britanniques.
Ce réseau de résistance mène des opérations de sabotage contre les convois japonais et récolte des renseignements stratégiques. Il évitera à la Thaïlande d'être classée parmi les "vaincus" à l'issue de la Seconde Guerre mondiale.
En 1944, les Japonais sont en train de perdre la guerre; Phibun perd le soutien d'une partie de l'armée; Phibun se trouve aussi mis en minorité par l'Assemblée nationale, qui rejette notamment son projet ruineux de déplacer une bonne partie des fonctions politiques et militaires de la capitale Bangkok vers la ville de Phetchabun, jugée plus facilement défendable, et aussi un projet de loi instituant le service du travail obligatoire pour compenser les ravages de la malaria dans la main-d’œuvre. Pridi envoie comme messager Khuang Aphaiwong (Abhaiwongse) qui persuade Phibun de démissionner. Pridi Phanomyong est désormais l'homme fort de la Thaïlande.
Les civils reviennent au pouvoir : Khuang Abhaiwongse, un libéral membre du parti Seri Thai, est nommé Premier ministre le 1er août 1944.
À la fin de la guerre, Phibun est arrêté par les alliés puis inculpé pour crimes de guerre.

### Après la guerre, retour au pouvoir des partisans de Pridi
En décembre 1945, le roi Ananda Mahidol quitte la Suisse et retourne en Thaïlande. Pridi se retire alors du Conseil de régence. Il sert alors le gouvernement civil de Tawee Boonyaket et Seni Pramoj et aide à la reconstruction du pays.
En mars 1946, Khuang Aphaiwong démissionne de son poste de Premier ministre.

### 24 mars- 23 août 1946: Pridi Premier ministre de Thaïlande
Pridi Phonmayong est alors nommé Premier ministre le 24 mars 1946.
Mais dès son premier mois de Premier ministre, les ennuis s'amoncellent : l'exportation en fraude de riz est massive; une partie des officiers militaires sont mécontents; le tribunal chargé de juger Phibun pour crimes de guerre se déclare incompétent en vertu du principe de la non-réactivité des lois donc Phibun est acquitté et libéré.

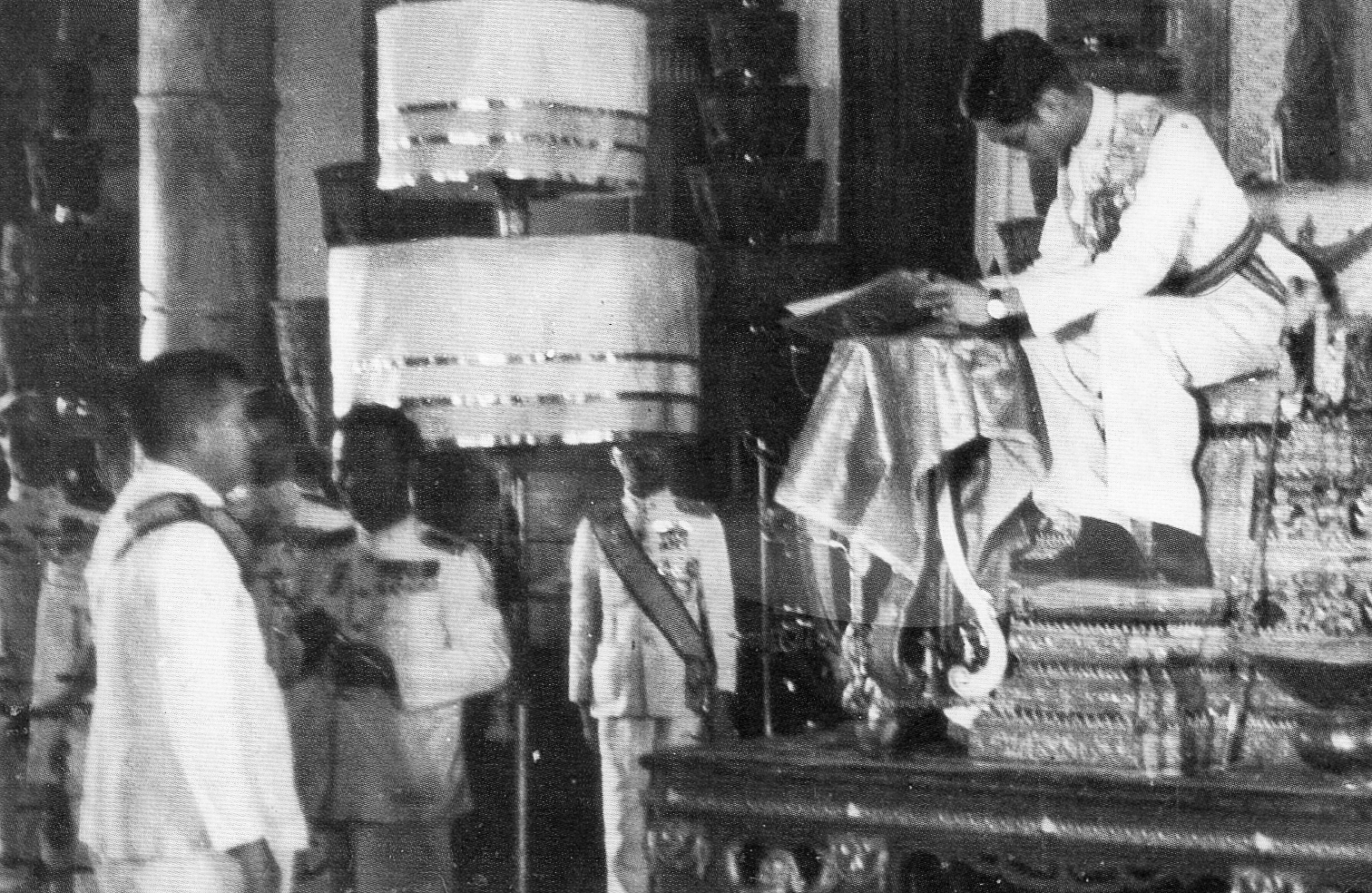
Pridi et le jeune roi Ananda Mahidol (Rama VIII) promulguant la Constitution du royaume de Thaïlande le 10 mai 1946

Le 9 juin 1946, le jeune roi Ananda Mahidol (Rama VIII) est retrouvé mort dans sa chambre du grand palais, une balle dans la tête. C'est une immense stupeur qui frappent tous les Thaïlandais quels qu'ils soient. La thèse d'un suicide, grand tabou en Thaïlande, est vite écartée; la thèse de l'accident est très souvent refusée elle aussi ; la rumeur d'un crime organisé se propage et certains prétendent que Pridi pourrait être le commanditaire.
Sous fortes pressions, Pridi invoque des raisons de santé et il démissionne de son poste de Premier ministre le 23 août 1946. Il se réfugie à Singapour.
Phibun saisit cette occasion pour reprendre patiemment le pouvoir. Il fait arrêter des suspects (le sénateur Chaleo Patoomros, secrétaire du roi Ananda et deux des pages) dans l'affaire du possible assassinat du roi.
Le roi Bhumibol Adulyadej (Rama IX), n'a sans doute jamais pensé que Pridi pouvait être impliqué dans la mort de son frère Ananda (sinon il n'aurait sans doute pas pardonné un tel crime et n'aurait jamais permis la réhabilitation de Pridi Phonmayong dans les années 1990 et 2000, la création d'une fondation portant son nom à Bangkok, une statue le célébrant à l'Université Thammasat, et même des timbres-poste en son honneur en 2011 ) ; et la cour civile de Bangkok, par un arrêt rendu en 1979, a officiellement déclaré nulle l'implication de Pridi dans cette affaire.

### 1949: Exil définitif de Pridi

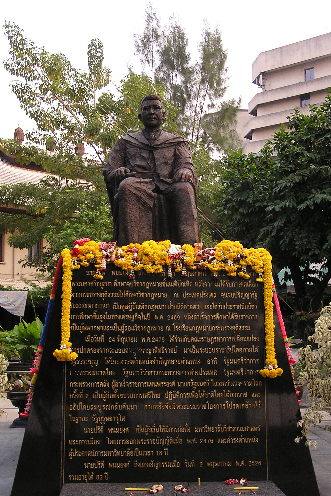
Statue de Pridi Banomyong à l'Université Thammasat (le jour)

En 1949, Pridi Banomyong retourne en secret en Thaïlande pour préparer un contre-coup d'État avec le concours d'une partie de la marine contre le dictateur Plaek Phibunsongkhram. Mais il échoue le 26 février 1949 et doit s'enfuir en Chine populaire. Il ne reviendra plus jamais en Thaïlande. Il vit en exil pendant 21 ans en Chine de 1949 à 1970. En 1970, alors qu'il voyage en France, il décide d'y rester pour le restant de sa vie. Il écrit et fait publier par l'Organisation des Nations unies pour l'éducation, la science et la culture (Unesco) en 1974 son livre autobiographique "Ma vie tourmentée et mes 21 ans d'exil en Chine populaire" (livre autobiographique publié aussi en thaïlandais sous le titre ชีวิตผันผวนของข้าพเจ้าและ 21 ปีที่ลี้ภัยในสาธารณรัฐราษฎรจีน). De très nombreux étudiants thaïlandais viennent rendre visite au "père de la démocratie thaïlandaise" dans sa demeure d'Antony. Il meurt chez lui près de Paris le 2 mai 1983.
De nos jours, et surtout depuis le règne de Rama X en Thaïlande, depuis 2016, roi connu pour ses nombreuses frasques, les idées démocratiques et républicaines, ainsi que le souvenir de Pridi Banomyong sont de nouveau à l'ordre du jour dans le pays : en effet, le système monarchique, et l'influence des militaires sont fortement décriés, et l'aspiration à plus de démocratie sont des valeurs plus vivantes que jamais au sein de la population thaïlandaise.

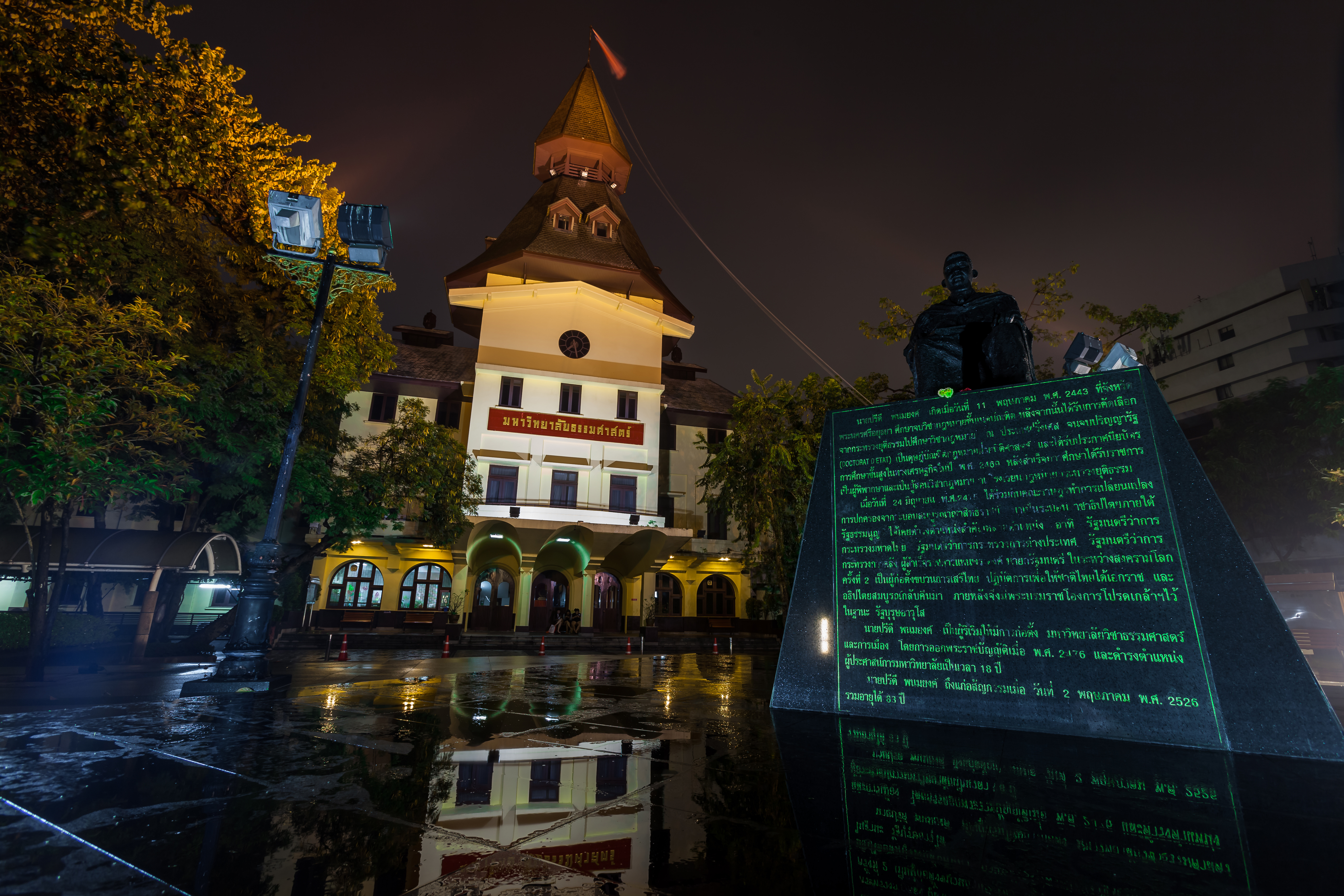
Statue de Pridi à l'Université de Thammasat (éclairée la nuit)

### Rang académique
- Professeur à l'Université de Thammasat[27]

### Responsabilités ministèrielles
- Premier Ministre de la Justice du Siam (thaï : อํามาตย์ตรี)[28],[29]

### Titres honorifiques et royaux
- Luang Praditmanutham du Ministère de la Justice du Siam (thaï : หลวงประดิษฐ์มนูธรรม) (1928-1941)[30],[31]

### Décorations royales thailandaises
Pridi a reçu les décorations royales suivantes dans le Système des distinctions de Thaïlande.
Liste des honneurs de la famille royale thaïlandaise:
- 1933 -  Safeguarding the Constitution Medal
- 1937 -  Ordre de la Couronne de Thaïlande (classe spéciale)[32]
- 1938 -  King Rama VIII Royal Cypher Medal[33]
- 1939 -  Dushdi Mala Medal for Services to the Nation[34]
- 1941 -  Ordre de l'éléphant blanc Chevalier Grand Cordon (Classe spéciale)[35]
- 1945 -  Ordre de la Chula Chom Klao Chevalier grand-cordon (de classe spéciale)[36]
- 1945 -  Ordre de la Neuf gemmes Knight of The Ancient and Auspicious Order of the Nine Gems[36]

### Décorations étrangères
- 1re Classe  de l'Ordre du Soleil Levant (Japon)
- Grande Croix de la Légion d'honneur (France)
- Grand Cordon de l'Ordre de Léopold(Belgique)
- Grand Couronne de l'Ordre des Saints Maurice et Lazare(Italie)
- Grand Croix de l'Ordre de Saint-Michel et Saint-Georges (Royaume Uni)
- Médaille de la Liberté, palmes d'or (États-Unis d'Amérique)
- Commandant Grand Croix de l'Ordre de Vasa (Suède)
- Grand Croix de l'Ordre_de_l'Aigle_allemand (Allemagne) 1938[37]
- Grand Croix de l'Ordre du Lion néerlandais(Netherlands)
- Grand Collar de l'Ordre de Sikatuna(Philippines)
- Grand Croix de l'Ordre de Dannebrog (Danemark)